# Urjanagar
Urjanagar es una ciudad censal situada en el distrito de Chandrapur en el estado de Maharashtra (India). Su población es de 4748 habitantes (2011). Se encuentra a 6 km de Chandrapur.

## Demografía
Según el censo de 2011 la población de Urjanagar era de 4748 habitantes, de los cuales 2430 eran hombres y 2318 eran mujeres. Urjanagar tiene una tasa media de alfabetización del 87,34%, superior a la media estatal del 82,34%: la alfabetización masculina es del 92,87%, y la alfabetización femenina del 81,54%.